# Días de campo
Días de campo (en francés, Journées à la campagne) es una película del reconocido director chileno radicado en Francia Raúl Ruiz, también conocido como Raoul Ruiz (1941-2011). Estrenada inicialmente el 5 de septiembre de 2004 en el Festival Internacional de Cine de Montreal, apareció en las salas francesas el 15 de diciembre del mismo año.

## Argumento
Dos hombres mayores conversan en un bar de Santiago de Chile refiriéndose a ellos mismos como si estuvieran muertos, sin saberse a ciencia exacta qué es lo real y lo imaginario en lo que se dicen.

## Reparto
| Actor                  | Personaje                             |
| ---------------------- | ------------------------------------- |
| Marcial Edwards        | Don Federico (60 años)                |
| Mario Montilles        | Don Federico (90 años)                |
| Bélgica Castro         | Paulita                               |
| Ignacio Agüero         | Daniel Rubio                          |
| Rosa Ramírez           | Petita                                |
| Mónica Echeverría      | La señora                             |
| Carlos Flores del Pino | Abogado de Ursúa (como Carlos Flores) |
| Francisco Reyes        | Dr. Chadián                           |
| Amparo Noguera         | Señorita Chazal                       |
| Cristián Quezada       | Cárcamo                               |
| Mauricio Álamo         | Teniente Arroyo                       |

## Premios

### Festival Internacional de Cine de Montreal
| Año  | Premio                   | Resultado |
| ---- | ------------------------ | --------- |
| 2006 | Grand Prix des Amériques | Nominada  |

### Festival de Cine de Lima
| Año  | Premio                             | Resultado |
| ---- | ---------------------------------- | --------- |
| 2006 | Premio de la Crítica Internacional | Ganadora  |

### Festival Internacional de Cine de Valdivia
| Año | Competencia          | Premio     | Resultado |
| --- | -------------------- | ---------- | --------- |
| 2006 | Largometraje Chileno | Premio TVN | Ganadora  |
| Nota: Por este premio, único otorgado en esta competencia, TVN compró los derechos de la película para transmitirla durante el mes de septiembre. Además Ruiz recibió pasaje de ida y vuelta para asistir al Festival Internacional de Cine de San Sebastián. |                      |            |           |

### Premio Altazor de las Artes Nacionales
| Año  | Área                 | Categoría              | Resultado |
| ---- | -------------------- | ---------------------- | --------- |
| 2006 | Artes Visuales Chile | Dirección Ficción Cine | Ganadora  |

### Premio Pedro Sienna
| Año  | Premio                      | Resultado |
| ---- | --------------------------- | --------- |
| 2006 | Mención Especial del Jurado | Ganadora  |